# Space Generation
Space Generation je album pulskog rock sastava Atomsko sklonište izdan za inozemno tržište.
Uspjeh Mentalne higijene je ohrabrio Atomce te su krenuli u inozemstvo. Na Floridi su snimili album Space Generation kojeg su objavili 1983. Na albumu se nalazi 9 pjesama i to uglavnom s poslijedja dva albuma. Pjesme su otpjevane na engleskom jeziku. Kad su se vratili iz inozemstva i nastavili “domaću” turneju, nastupi su im bili predstavljani kao Povratak iz Amerike.

## Popis pjesama
1. Space Generation
2. If I Could
3. The Best Part of Me
4. 1983 (200 Years Ago)
5. A New World
6. State of Mind
7. Night Launch
8. From Midnight to Midnight
9. This Spaceship